# Darla Hood
Darla Hood (Leedey, Oklahoma, 4 de noviembre de  1931-Los Ángeles, 13 de junio de 1979) fue una actriz infantil estadounidense, conocida principalmente por interpretar el primer papel femenino en la serie de comedias La Pandilla entre 1935 y 1941. 

## La Pandilla
Su nombre completo era Darla Jean Hood, y nació en Leedey, Oklahoma. Era hija única de James Claude Hood, empleado de un banco, y Elizabeth Davner, profesora de música.
Su madre hizo que empezara a cantar y bailar a una edad temprana, llevándola a clases en Oklahoma City. Poco después de cumplir los tres años de edad fue llevada a Nueva York, donde fue descubierta por Joe Rivkin, un director de reparto de los Estudios Hal Roach, que dispuso una prueba de cámara. Tras ella fue llevada a Culver City (California), donde actuó en las producciones de La Pandilla.
Hood interpretó a Darla en La Pandilla, debutando en 1935, a los cuatro años de edad, en el film Our Gang Follies of 1936. Tras esta producción intervino en The Bohemian Girl, un título de El gordo y el flaco. Entre 1935 y 1941 actuó en La Pandilla, siendo recordada por su carácter coqueto y por ser la enamorada de Alfalfa, Butch, o (usualmente) Waldo. Uno de sus mejores momentos le llegó cantando "I'm in the Mood for Love" en The Pinch Singer.

## TrasLa Pandilla
Cuando se hizo mayor para su papel en La Pandilla, Hood actuó en un par de otras películas, además de estudiar en Los Ángeles, California. Mientras estaba en la Fairfax High School de dicha ciudad, organizó junto a cuatro muchachos un grupo vocal llamado los Enchanters. Poco después de graduarse, el grupo fue contratado por Ken Murray para actuar en sus shows de variedades, los famosos "Blackouts". El grupo permaneció en los Blackouts de Murray a lo largo de sus representaciones en Nueva York y Hollywood, California.
Hood después siguió cantando en nightclubs y como artista invitada en televisión. Trabajó con regularidad en The Ken Murray Show entre 1950 y 1951. En 1955 era el personaje femenino principal del número del ventrílocuo Edgar Bergen. Consiguió un éxito en 1957 con la canción "I Just Wanna Be Free", y actuó en el film Calypso Heat Wave (1957), en el que cantaba junto a Johnny Desmond. También grabó dos canciones con la Ray Whitaker Orchestra, "Only Yours" y "Silent Island", para el sello RayNote Records.
En enero de 1959 Hood lanzó una nueva grabación, Quiet Village. Joe Rivkin, su descubridor, supo de ella por el disco, y la eligió para interpretar el que sería su último papel cinematográfico, y el primero como mujer adulta. Fue una secretaria en el film de suspense The Bat, con Vincent Price y Agnes Moorehead.
Hood intervino en los primeros años sesenta como artista invitada en shows televisivos como You Bet Your Life y The Jack Benny Program. Además cantó y dio voz a comerciales televisivos, entre ellos los de las marcas Campbell Soup Company y Chicken of the Sea. Siguió cantando en el ambiente nightclub con un número propio, trabajando en los locales Coconut Grove de Los Ángeles, Copacabana de Nueva York, y Sahara Hotel and Casino de Las Vegas, Nevada.
Aparte su actividad interpretativa, en las décadas de 1960 y 1970 Hood acudió a muchos festivales y convenciones de Our Gang/Little Rascals, reuniéndose y saludando a varias generaciones de admiradores.

## Fallecimiento
Hood estaba en organizando una reunión sobre los Little Rascals prevista para 1980 en Los Ángeles cuando hubo de someterse a una intervención quirúrgica relativamente menor en un hospital de North Hollywood. Tras la operación Hood contrajo una hepatitis aguda y falleció súbitamente a causa de un fallo cardiaco el 13 de junio de 1979. Las circunstancias de su muerte no se conocieron totalmente. Tenía 47 años de edad.
Hood fue enterrada en el Cementerio Hollywood Forever de Hollywood, California.

## Vida personal
Hood tuvo dos maridos, el agente de seguros Robert W. Decker (1949 a 1957), y el ejecutivo de una compañía discográfica Jose Granson (casados en 1957). Con Granson tuvo tres hijos. Tommy "Butch" Bond mencionaba que el matrimonio de Hood con Granson había sido difícil pues este último se había visto confinado a una silla de ruedas tras sufrir un accidente cerebrovascular.